# مزاحمت
مزاحمت (از nocence باستانی، از طریق Fr. noisance، مزاحم، از لات. nocere، "آزار دادن") یک جرم قانونی رایج است؛ یعنی چیزی که باعث توهین، آزار، دردسر یا جراحت می‌شود. یک مزاحمت می‌تواند عمومی (همچنین "متداول") یا خصوصی باشد. یک مزاحمت عمومی توسط محقق انگلیسی سر جیمز فیتزجیمز استفن به این صورت تعریف شد:
«عملی که قانون آن را تضمین نمی‌کند، یا ترک انجام وظیفه قانونی، که فعل یا ترک‌کاری مانع یا سبب ایجاد مزاحمت یا آسیب برای عموم در اعمال حقوق مشترک همه رعایای اعلی‌حضرت شود».